# Ankylopteryx candida
Ankylopteryx candida là một loài côn trùng trong họ Chrysopidae thuộc bộ Neuroptera. Loài này được Fabricius miêu tả năm 1798.